# Terapias cognitivo-conductuales
Las terapias cognitivo-conductuales son orientaciones de la terapia cognitiva enfocadas en la vinculación del pensamiento y la conducta, que recogen los aportes de distintas corrientes dentro de la psicología científica, siendo más que una mera fusión, como aplicación clínica, de la psicología cognitiva y la psicología conductista. Suelen combinar técnicas de reestructuración cognitiva, de entrenamiento en técnica de relajación y otras estrategias de afrontamiento y de exposición.
La  TCC se enfoca en desafiar y cambiar distorsiones cognitivas inútiles (e.g., pensamientos, creencias y actitudes) y comportamientos, mejorar la regulación emocional, y el desarrollo de estrategias de afrontamiento personales que se enfocan en resolver problemas actuales. En sus inicios, fue diseñada para tratar la depresión, pero sus usos se han ampliado para incluir el tratamiento de una serie de afecciones de salud mental, incluida la ansiedad.
Este modelo acepta la tesis conductista de que la conducta humana es aprendida, pero este aprendizaje no consiste en un vínculo asociativo entre estímulos y respuestas, sino en la formación de relaciones de significado personales, esquemas cognitivos o reglas. Igualmente, los aspectos cognitivos, afectivos y conductuales están interrelacionados, de modo que un cambio en uno de ellos afecta a los otros dos componentes. En esa relación mutua, las estructuras de significado (esquemas cognitivos) tendrían un peso fundamental, pues ellas representan la organización idiosincrática que tiene cada persona sobre lo que significa su experiencia, los otros y el sí mismo.
La TCC se basa en la creencia de que las distorsiones del pensamiento y las conductas desadaptativas desempeñan un papel en el desarrollo y mantenimiento de los trastornos psicológicos. Por tanto, los síntomas y la angustia asociada pueden reducirse mediante la enseñanza de nuevas habilidades de procesamiento de información y mecanismos de afrontamiento. La TCC es una forma de terapia "centrada en el problema" y "orientada a la acción", lo que significa que se utiliza para tratar problemas específicos relacionados con un trastorno mental diagnosticado. El rol del terapeuta es ayudar al paciente a encontrar y practicar estrategias efectivas para abordar los objetivos identificados y disminuir los síntomas del trastorno.
Durante el proceso terapéutico el clínico se vale de diversas estrategias que tienen por objeto la flexibilización y modificación de los esquemas disfuncionales y los pensamientos automáticos que se desprenden de estos. Dicho proceso está guiado por tres principios técnicos básicos: el empirismo colaborativo, el descubrimiento guiado y el diálogo socrático.
En comparación con los medicamentos psicoactivos, los estudios de revisión han encontrado que la TCC es eficaz para tratar formas menos graves de depresión, ansiedad, trastorno de estrés postraumático (TEPT), tics, abuso de sustancias, trastornos alimentarios y trastorno límite de la personalidad.

Diagrama que muestra cómo las emociones, los pensamientos y los comportamientos se influencian los unos a los otros. El triángulo en el interior representa el principio de las TCCs donde aparecen los tres vértices: uno mismo, los otros, el futuro.

## Historia

### Fechas históricas
Fechas para la introducción de diversos conceptos y programas de investigación clínica dentro de las terapias cognitivo conductuales:
1897 Introducción del concepto y estudio del condicionamiento clásico, por Iván Pávlov.
1911 Introducción del concepto y estudio del condicionamiento instrumental, por Edward Thorndike.
1953 Primera ocasión del término «terapia de la conducta» en un reporte de Lindsley, Skinner y Solomon.
1958 Introducción de la terapia por desensibilización sistemática, por Joseph Wolpe.
1958 Introducción de la terapia racional emotiva conductual (en esa época denominada "terapia racional") a la literatura profesional, por Albert Ellis.
1963 Introducción del conductismo psicológico como teoría marco que unifica los esfuerzos de investigación cognitivas y conductuales, por Arthur Staats.
1963 Introducción de la terapia cognitiva para la depresión en la literatura profesional, por Aaron Beck.
1971 Introducción de la terapia de solución de problemas, de D'Zurilla y Goldfried.
1973 Introducción del entrenamiento por inoculación del estrés, por Donald Meichenbaum.
1977 Introducción de los conceptos de autoeficacia, condicionamiento vicario y modelado, por Albert Bandura.

### Raíces Filosóficas
Se han identificado algunos precursores de ciertos aspectos fundamentales de la TCC en las tradiciones filosóficas antiguas, particularmente en el estoicismo. Los estoicos, particularmente Epicteto, creían que la lógica podría usarse para identificar y descartar creencias falsas que conducen a emociones destructivas. Esto ha influido en la forma en que los terapeutas cognitivo-conductuales modernos identifican las distorsiones cognitivas que contribuyen a la depresión y la ansiedad. Por ejemplo, el manual de tratamiento original de Aaron T. Beck para la depresión menciona que "los orígenes filosóficos de la terapia cognitiva se remontan a los filósofos estoicos". Otro ejemplo de influencia estoica sobre los teóricos cognitivos se encontraría en la ejercida por Epicteto sobre Albert Ellis. Una figura filosófica clave que también influyó en el desarrollo de la TCC fue John Stuart Mill.

### Raíces de la Terapia Conductual
Las raíces modernas de la TCC se remontan al desarrollo de la terapia conductual a principios del siglo XX, el desarrollo de la terapia cognitiva en la década de 1960 y la posterior fusión de las dos. 
El trabajo pionero del conductismo comenzó con los estudios del condicionamiento de John B. Watson y Rosalie Rayner en 1920. Los enfoques terapéuticos centrados en el comportamiento aparecieron en 1924, con el trabajo de Mary Cover Jones dedicado al desaprendizaje de los miedos en los niños. Estos, a su vez, fueron los antecedentes del desarrollo de la terapia conductual de Joseph Wolpe en la década de 1950. Fue el trabajo de Wolpe y Watson, que se basó en el trabajo de Ivan Pavlov sobre el aprendizaje y el condicionamiento, lo que influyó a Hans Eysenck y Arnold Lazarus para desarrollar nuevas técnicas de terapia conductual basadas en el condicionamiento clásico.
Durante las décadas de 1950 y 1960, la terapia conductual fue utilizada por investigadores en los Estados Unidos, Reino Unido y Sudáfrica, inspirados en la teoría del aprendizaje conductista de Ivan Pavlov, John B. Watson y Clark L. Hull. En Gran Bretaña, Joseph Wolpe, quien aplicó los hallazgos de experimentos con animales a su método de desensibilización sistemática, utilizó la investigación conductual al tratamiento de trastornos neuróticos. Los esfuerzos terapéuticos de Wolpe fueron precursores de las técnicas actuales de reducción del miedo. El psicólogo británico Hans Eysenck presentó la terapia conductual como una alternativa constructiva.
Al mismo tiempo que el trabajo de Eysenck, B. F. Skinner y sus asociados estaban comenzando a tener un impacto con su trabajo sobre el condicionamiento operante. El trabajo de Skinner se denominó conductismo radical y evitó todo lo relacionado con la cognición. Sin embargo, Julian Rotter, en 1954, y Albert Bandura, en 1969, contribuyeron a la terapia conductual con sus respectivos trabajos sobre la teoría del aprendizaje social, al demostrar los efectos de la cognición en el aprendizaje y la modificación de la conducta. El trabajo de la australiana Claire Weekes sobre los trastornos de ansiedad en la década de 1960 también se consideró un prototipo de terapia conductual.
El énfasis en los factores de comportamiento constituyó la "primera ola" de la TCC.

### Raíces de la Terapia Cognitiva
Uno de los primeros terapeutas en abordar la cognición en la psicoterapia fue Alfred Adler con su noción de errores básicos y cómo estos contribuyen a la creación de metas de vida y de comportamiento poco saludables o inútiles. El trabajo de Adler influyó en el trabajo de Albert Ellis, quien desarrolló la psicoterapia cognitiva más temprana, conocida hoy como terapia racional emotiva conductual (REBT por sus siglas en inglés). Ellis también da crédito a Abraham Low como fundador de la terapia cognitivo-conductual.
Aproximadamente al mismo tiempo que se estaba desarrollando la terapia racional emotiva, Aaron T. Beck dirigía sesiones de asociación libre en su práctica psicoanalítica. Durante estas sesiones, Beck notó que los pensamientos no eran tan inconscientes como Freud había teorizado previamente, y que ciertos tipos de pensamiento pueden ser los culpables de la angustia emocional. A partir de esta hipótesis, Beck desarrolló la terapia cognitiva, y llamó a estos pensamientos "pensamientos automáticos". Beck ha sido citado como "el padre de la terapia cognitivo-conductual".
Fueron estas dos terapias, la terapia emotiva racional y la terapia cognitiva, las que iniciaron la "segunda ola" de la TCC, la cual tuvo énfasis en los factores cognitivos.

### Unión de las terapias conductual y cognitiva (segunda ola TCC)
Aunque los primeros enfoques conductuales tuvieron éxito en muchos de los trastornos neuróticos, tuvieron poco éxito en el tratamiento de la depresión. El conductismo también estaba perdiendo popularidad debido a la revolución cognitiva. 
No obstante, los enfoques terapéuticos de Albert Ellis y Aaron T. Beck ganaron popularidad entre los terapeutas conductuales, a pesar del rechazo de los conceptos mentalistas como los pensamientos y cogniciones. Ambos sistemas incluían intervenciones y elementos de comportamiento y se concentraban principalmente en los problemas del presente.
En los estudios iniciales, la terapia cognitiva a menudo se contrastaba con los tratamientos conductuales para ver cuál era más eficaz. Durante las décadas de 1980 y 1990, las técnicas cognitivas y conductuales se fusionaron en la terapia cognitivo-conductual. Un factor fundamental para esta fusión fue el desarrollo exitoso de los tratamientos para el trastorno de pánico de David M. Clark en el Reino Unido y David H. Barlow en los EE. UU.
Con el tiempo, la terapia cognitivo-conductual llegó a ser conocida no solo como una terapia, sino como un término general para todas las psicoterapias basadas en la cognición. Estas terapias incluyen, pero no se limitan a, la terapia racional emotiva (REBT), terapia cognitiva, terapia de esquemas, terapia cognitiva narrativa, terapia cognitiva posracionalista, terapia de esquemas emocionales, terapia de aceptación y compromiso, terapia conductual dialéctica, terapia metacognitiva, entrenamiento metacognitivo, terapia de realidad/teoría de elección, terapia de procesamiento cognitivo, terapia multimodal. Todas estas terapias son una combinación de elementos basados en la cognición y en la conducta.
Algunos de los modelos más recientes han sido denominados por ciertos autores, como Steven Hayes, la "tercera ola" de la TCC. Las terapias más destacadas de esta denominada tercera ola son la terapia conductual dialéctica y la terapia de aceptación y compromiso. A pesar de la creciente popularidad de los enfoques de tratamiento de la tercera ola, los estudios revelan que los tratamientos que no son parte de la tercera ola obtienen resultados tan efectivos como los de la tercera ola en el tratamientos de la depresión y otras patologías.

## Descripción
La terapia cognitivo-conductual convencional supone que cambiar un pensamiento desadaptativo provoca cambios en el comportamiento y el afecto. Las tendencias recientes dan más importancia a cambiar la relación con el pensamiento desadaptativo sobre el cambio del pensamiento en sí mismo. El objetivo de la terapia cognitivo-conductual no es diagnosticar una enfermedad, sino observar qué comportamientos puede modificar la persona.

### Distorsiones cognitivas
Los terapeutas o los programas computarizados utilizan técnicas de TCC para ayudar a las personas a desafiar sus patrones y creencias, y reemplazar los errores en el pensamiento, conocidos como distorsiones cognitivas, como el "sobregeneralizar, magnificar los negativos, minimizar los positivos y catastrofizar" con "pensamientos más realistas y efectivos, y por lo tanto disminuir la angustia emocional y el comportamiento autodestructivo". Las distorsiones cognitivas pueden ser una creencia de pseudo-discriminación o una generalización excesiva de algo. Las técnicas de TCC también pueden usarse para ayudar a las personas a adoptar una postura más abierta, consciente y sensata hacia las distorsiones cognitivas a fin de disminuir su impacto.

### Habilidades
La TCC convencional ayuda a las personas a reemplazar "habilidades de afrontamiento, cogniciones, emociones y comportamientos” inadaptados por otros más adaptados, desafiando la forma de pensar de un individuo y la forma en que reacciona a ciertos hábitos o comportamientos. Sin embargo, aún existe controversia sobre el grado en que estos elementos cognitivos tradicionales explican los efectos observados con la TCC más allá de los elementos conductuales anteriores, como la exposición y el entrenamiento de habilidades.

La Terapia Cognitivo-Conductual (TCC) según Polo, (2011), es un modelo de intervención ampliamente utilizado para el tratamiento de diversos trastornos mentales. Su objetivo principal es ayudar al paciente a reemplazar pensamientos, emociones, conductas y respuestas fisiológicas disfuncionales por otras más adaptativas que le permitan afrontar eficazmente sus dificultades.
Se trata de una psicoterapia estructurada, activa y centrada en el problema, en palabras de Teasdale, (2000), generalmente el tratamiento tiene un lapso de 10 a 20 sesiones. Con frecuencia, los pacientes experimentan una reducción significativa de los síntomas tras las primeras 4 a 6 semanas de tratamiento.

Para Fava, (1994), en sus primeras etapas, la TCC orienta al paciente a identificar y monitorear los pensamientos automáticos negativos, reconociendo cómo estos generan emociones, conductas y sensaciones somáticas desagradables o inadecuadas. Posteriormente, se enseña a evaluar la validez y utilidad de dichos pensamientos, someterlos a prueba empírica, asumir nuevos retos para obtener experiencias de refuerzo distintas y generar cogniciones más realistas, equilibradas y funcionales, además de modificar los pensamientos automáticos, la TCC promueve el trabajo sobre las creencias centrales e intermedias que los sustentan, con el fin de transformarlas y construir un marco cognitivo más saludable y adaptativo.

### Fases en la terapia
Se puede considerar que la TCC tiene seis fases:
- Evaluación o valoración psicológica;
- Reconceptualización;
- Adquisición de habilidades;
- Formación en aplicación y consolidación de habilidades;
- Generalización y mantenimiento;
- Seguimiento postratamiento.

Estos pasos están basados en un sistema creado por Kanfer y Saslow. Después de identificar los comportamientos que deben cambiarse, ya sean en exceso o en déficit, y se ha realizado el tratamiento, el psicólogo debe identificar si la intervención tuvo éxito o no. Por ejemplo, "Si el objetivo era disminuir el comportamiento, entonces debería haber una disminución en relación con la línea de base. Si el comportamiento crítico permanece en o por encima de la línea de base, entonces la intervención ha fallado".
Los pasos de la fase de evaluación incluyen:
- Paso 1: Identificar los comportamientos críticos
- Paso 2: Determinar si los comportamientos críticos son excesos o déficits
- Paso 3: Evaluar los comportamientos críticos en cuanto a frecuencia, duración o intensidad (obtener la línea de base)
- Paso 4: Si es exceso, se intenta disminuir la frecuencia, duración o intensidad de los comportamientos; si es déficit, se intenta aumentar los comportamientos.[41]

La fase de reconceptualización constituye gran parte de la parte "cognitiva" de la TCC. Hofmann ofrece un resumen de los enfoques modernos de la TCC.

### Protocolos de intervención
Existen diferentes protocolos para administrar la terapia cognitivo-conductual, con importantes similitudes entre ellos. El uso del término TCC puede referirse a intervenciones como las "autoinstrucciones (e.g., distracción, imágenes, diálogo interno motivacional), relajación y/o biorretroalimentación, desarrollo de estrategias de afrontamiento adaptativas (e.g., minimizar los pensamientos negativos o autodestructivos), cambiar las creencias inadaptadas sobre el dolor y el establecimiento de metas".
El tratamiento a veces es manual, con procedimientos breves, directos y tiempo-limitados para los trastornos psicológicos individuales que se basan en técnicas específicas. La TCC se utiliza tanto en entornos individuales como grupales, y las técnicas a menudo se adaptan para aplicaciones de autoayuda. Algunos médicos e investigadores están orientados cognitivamente (por ejemplo, la reestructuración cognitiva), mientras que otros están orientados hacia el comportamiento (e.g., la terapia de exposición en vivo). Las intervenciones como la terapia de exposición imaginaria combinan ambos enfoques.

### Técnicas relacionadas
La TCC puede administrarse junto con una variedad de técnicas diversas, pero relacionadas, como la terapia de exposición, la inoculación del estrés, la terapia de procesamiento cognitivo, la terapia cognitiva, la terapia metacognitiva, el entrenamiento metacognitivo, el entrenamiento de relajación, la terapia conductual dialéctica y la terapia de aceptación y compromiso. Algunos profesionales promueven una forma de terapia cognitiva consciente que incluye un mayor énfasis en la autoconciencia como parte del proceso terapéutico.

## Tipos

### Terapia cognitivo-conductual breve (BCBT)
La terapia cognitivo-conductual breve (BCBT en inglés) es una forma de TCC concebida para situaciones que requieren resultados rápidos. La BCBT se realiza en un par de sesiones que pueden durar hasta 12 horas en total. Esta técnica fue puesta en marcha y desarrollada por primera vez para prevenir suicidios entre soldados activos fuera de su país por David M. Rudd.
Desglose del tratamiento
1. Orientación
  1. Compromiso con el tratamiento
  2. Respuesta ante crisis y planificación de seguridad
  3. Restricción de medios
  4. Equipo de supervivencia
  5. Tarjeta con razones para vivir
  6. Modelo de suicidio
  7. Diario de tratamiento
  8. Lecciones aprendidas
2. Enfoque de habilidad
  1. Hojas de trabajo para desarrollar habilidades
  2. Tarjetas de afrontamiento
  3. Demostración
  4. Práctica
  5. Perfeccionamiento de habilidades
3. Prevención de recaídas
  1. Generalización de habilidades
  2. Perfeccionamiento de habilidades

### Terapia cognitivo-emocional-conductual
La terapia cognitivo-emocional-conductual (CEBT) es una forma de TCC desarrollada inicialmente para personas con trastornos alimentarios. Ahora se utiliza para una variedad de problemas como: ansiedad, depresión, trastorno obsesivo-compulsivo (TOC), trastorno de estrés postraumático (TEPT) y problemas de ira. Combina aspectos de la TCC y la terapia conductual dialéctica y tiene como objetivo mejorar la comprensión y la tolerancia de las emociones para facilitar el proceso terapéutico. Se utiliza con frecuencia como "pretratamiento", para preparar y equipar mejor a las personas para su terapia a largo plazo.

### Entrenamiento cognitivo-conductual estructurado (SCBT)
El entrenamiento cognitivo-conductual estructurado (SCBT) es un proceso basado en la cognición con filosofías centrales que se fundan en gran medida en la TCC. Como TCC, la SCBT afirma que el comportamiento está inextricablemente relacionado con creencias, pensamientos y emociones. La SCBT también se funda en la filosofía central de la TCC al incorporar otras modalidades bien conocidas en los campos de la salud conductual y la psicología: más notablemente, la terapia conductual emotiva racional de Albert Ellis.
Se diferencia de la TCC de dos formas distintas. Primero, la SCBT se entrega en un formato altamente reglamentado. En segundo lugar, la SCBT es un proceso de formación predeterminado y finito que se personaliza con la entrada del participante. La SCBT está diseñada con la intención de llevar a un participante a un resultado específico en un período de tiempo específico. Se desafía el comportamiento adictivo, particularmente con sustancias como el tabaco, el alcohol y los alimentos, y para controlar la diabetes, el estrés o la ansiedad. La SCBT también se ha utilizado en el campo de la psicología criminal en un esfuerzo por reducir la reincidencia.

### Terapia de reconstrucción moral
La terapia de reconstrucción moral, un tipo de TCC, se utiliza para ayudar a los delincuentes a superar el trastorno de personalidad antisocial (TPA) y reducir ligeramente el riesgo de cometer más delitos. Por lo general, se implementa en un formato grupal, debido a que los delincuentes con TPA pueden reforzar su comportamiento narcisista al recibir terapias individuales.

### Entrenamiento de inoculación del estrés
Este tipo de terapia utiliza una combinación de técnicas de entrenamiento cognitivo, entrenamiento conductual y algunas técnicas humanísticas para enfocarse en los factores estresantes del cliente. Por lo general, se usa para ayudar a los clientes a lidiar mejor con su estrés o ansiedad después de eventos estresantes.
Es un proceso de tres fases que capacita al cliente para usar las habilidades que ya tiene para adaptarse mejor a sus factores estresantes actuales. La primera fase es una fase de entrevista que incluye pruebas psicológicas, monitorear el autocontrol del cliente y una variedad de materiales de lectura. Esto le permite al terapeuta adaptar individualmente el proceso de capacitación al cliente. Los clientes aprenden a clasificar las dificultades en emocionales o problemáticas, para poder tratar mejor sus situaciones negativas. Esta fase finalmente prepara al cliente para tarde o temprano confrontar y reflexionar sobre sus reacciones actuales a los factores estresantes, antes de buscar formas de cambiar sus reacciones y emociones en relación con sus factores estresantes. El foco es la conceptualización.
La segunda fase enfatiza el aspecto de la adquisición de habilidades que continúa desde la fase anterior de conceptualización. Al cliente se le enseñan habilidades que lo ayudan a lidiar con sus factores estresantes. Estas habilidades se practican luego en el espacio de la terapia. Las habilidades implican autorregulación, resolución de problemas, habilidades de comunicación interpersonal, entre otras.
La tercera y última fase es la aplicación y seguimiento de las habilidades aprendidas en el proceso de formación. Esto le da al cliente la oportunidad de aplicar sus habilidades aprendidas a una amplia gama de factores estresantes. Las actividades incluyen juegos de rol, imágenes, modelos, entre otras. Al final, el cliente habrá sido capacitado de manera preventiva para inocular factores estresantes personales, crónicos y futuros al descomponer los factores estresantes en problemas que abordarán a largo plazo, a corto plazo y con metas de afrontamiento intermedias.

### Actividad guiada de TCC: grupos de tejido
Un modelo de terapia cognitivo-conductual grupal recientemente desarrollado, integra el tejido en el proceso terapéutico y se ha demostrado que produce resultados confiables y prometedores. La base de este enfoque novedoso de la TCC es la noción frecuentemente enfatizada de que el éxito de la terapia depende de la integración del método de terapia en la rutina natural de los pacientes. De manera similar a la terapia cognitivo-conductual en grupo estándar, los pacientes se reúnen una vez a la semana en un grupo de 10 a 15 pacientes y se unen bajo la instrucción de un psicólogo capacitado o un profesional de la salud mental. Para la terapia es fundamental la capacidad imaginativa del paciente para asignar cada parte de la lana a un pensamiento determinado. Durante la terapia, la lana se teje cuidadosamente, creando una pieza tejida de cualquier forma. Este proceso terapéutico le enseña al paciente a alinear el pensamiento de manera significativa, creando físicamente una pieza de punto coherente. Además, dado que la TCC enfatiza el comportamiento como resultado de la cognición, el tejido ilustra cómo los pensamientos, que se intenta que sean imaginarios ajustados a la lana, se materializan en la realidad que nos rodea.

### Hipnoterapia cognitivo-conductual basada en la atención plena (MCBH)
La hipnoterapia cognitivo-conductual basada en la atención plena (MCBH) es una forma de TCC que se centra en la conciencia. Posee un enfoque reflexivo y aborda las tendencias subconscientes. Es el proceso, que contiene básicamente tres fases, el que logra los objetivos deseados.

### Protocolo Unificado (UP)
El Protocolo Unificado para el Tratamiento Transdiagnóstico de los Trastornos Emocionales (UP) es una forma de TCC, desarrollada por David H. Barlow e investigadores de la Universidad de Boston. Este se puede aplicar a una variedad de trastornos de depresión y ansiedad. Su fundamento es que los trastornos de ansiedad y depresión a menudo ocurren juntos debido a causas subyacentes comunes y pueden tratarse juntos de manera eficiente.
La UP incluye un conjunto común de elementos:
1. Psicoeducación
2. Revaluación cognitiva
3. Regulación emocional
4. Comportamiento cambiante

Se ha demostrado que la UP produce resultados equivalentes a los protocolos de diagnóstico único para trastornos específicos, como el TOC y el trastorno de ansiedad social. Varios estudios han presentado evidencias de que la UP es más fácil de diseminar en comparación con los protocolos de diagnóstico único.

## Usos médicos y evidencia de eficacia clínica
Los resultados de investigaciones clínicas dan evidencia sobre la eficacia de las terapias cognitivo-conductuales en general. No obstante, los resultados dependen del tipo de problema conductual, de tal manera que unas técnicas son mejores que otras y los resultados varían.
Se ha demostrado útil tratando algunos trastornos y padecimientos como la ansiedad, la depresión, los ataques de pánico, las fobias, la bulimia, y la esquizofrenia, entre otras.
En adultos, se ha demostrado que la TCC es efectiva y posee un papel en los planes de tratamiento para los trastornos de ansiedad, el trastorno dismórfico corporal, depresión, los trastornos de alimentación, el dolor crónico de espalda baja, los trastornos de la personalidad, psicosis, la esquizofrenia, los trastornos por uso de sustancias, en la depresión y la ansiedad asociada con la fibromialgia, entre otros.
En niños o adolescentes, la TCC es una parte eficaz de los planes de tratamiento para los trastornos de ansiedad, el trastorno dismórfico corporal, la depresión y tendencias suicidas, trastornos alimentarios y obesidad, el trastorno obsesivo-compulsivo (TOC), y el trastorno de estrés postraumático, así como otros trastornos de conducta repetitiva, como los tics y la tricotilomanía.  Además, la TCC combinada con hipnosis y la distracción, reduce el dolor autoinformado en los niños.
Una revisión sistemática de ocho estudios, con 435 participantes en edad escolar, demostró que la terapia cognitivo-conductual aumenta la asistencia a la escuela, pero no tiene incidencia alguna sobre la ansiedad. Sin embargo, varios riesgos de sesgo estaban presentes en la mayoría de los estudios, por lo que no se pueden sacar conclusiones firmes. Los estudios futuros deberían incluir tamaños de muestra más grandes y considerar otros tipos de intervenciones para llevar a cabo una evaluación más rigurosa.

### Depresión
Se ha demostrado que la terapia cognitivo-conductual es un tratamiento eficaz para la depresión clínica. Las Pautas de práctica de la Asociación Estadounidense de Psiquiatría (abril de 2000) indicaron que, entre los enfoques psicoterapéuticos, la terapia cognitivo-conductual y la psicoterapia interpersonal tenían la eficacia mejor documentada para el tratamiento del trastorno depresivo mayor.
La CBT-SP, una adaptación de la TCC para la prevención del suicidio, se diseñó específicamente para tratar a los jóvenes que están gravemente deprimidos y que han intentado suicidarse en los últimos 90 días. Los resultados fueron prometedores.
Una teoría etiológica de la depresión es la Teoría cognitiva de la depresión de Aaron T. Beck. Su teoría establece que las personas deprimidas piensan como lo hacen porque su pensamiento está sesgado hacia interpretaciones negativas. Según esta teoría, las personas deprimidas adquieren un esquema negativo del mundo en la infancia y la adolescencia como efecto de sucesos vitales estresantes. El esquema negativo se activa más adelante en la vida cuando la persona se encuentra con situaciones similares.
Beck también describió una tríada cognitiva negativa. La tríada cognitiva está formada por las evaluaciones negativas que el individuo deprimido tiene de sí mismo, del mundo y del futuro. Beck sugirió que estas evaluaciones negativas se derivan de los esquemas negativos y los sesgos cognitivos de la persona. Según esta teoría, las personas deprimidas tienen puntos de vista como "nunca hago un buen trabajo", "es imposible tener un buen día" y "las cosas nunca mejorarán". Un esquema negativo promueve el sesgo cognitivo, y el sesgo cognitivo a su vez, alimenta el esquema negativo.
Beck propuso que las personas deprimidas a menudo tienen los siguientes sesgos cognitivos: inferencia arbitraria, abstracción selectiva, generalización excesiva, ampliación y minimización. Estos sesgos cognitivos se apresuran a hacer inferencias negativas, generalizadas y personales del yo, alimentando así el esquema negativo.
Un metanálisis de 2001 que comparó la TCC y la psicoterapia psicodinámica sugirió que los enfoques eran igualmente efectivos a corto plazo. En contraste, un metanálisis de 2013 sugirió que la TCC, la terapia interpersonal y la terapia de resolución de problemas superaron a la psicoterapia psicodinámica y la activación conductual en el tratamiento de la depresión.

### Trastorno de ansiedad
Se ha demostrado que la TCC es eficaz en el tratamiento de adultos con trastornos de ansiedad. Un concepto básico en algunos tratamientos de TCC utilizados para los trastornos de ansiedad es la exposición en vivo. Esto se refiere a la confrontación directa de objetos, actividades o situaciones temidas por parte de un paciente. 
Los resultados de una revisión sistemática de 2018 encontraron pruebas muy sólidas de que la terapia TCC de exposición puede reducir los síntomas del Trastorno de estrés postraumático (TEPT), incluso eliminar el diagnóstico. Por ejemplo, una mujer con trastorno de estrés postraumático que teme el lugar donde fue agredida puede ser asistida por su terapeuta para ir a ese lugar y confrontar directamente esos temores. Asimismo, una persona con trastorno de ansiedad social que teme hablar en público puede recibir instrucciones de confrontar directamente esos miedos dando un discurso. Este modelo de "dos factores" a menudo se atribuye a O. Hobart Mowrer. A través de la exposición al estímulo, este condicionamiento dañino puede "desaprenderse" (lo que se conoce como extinción y habituación). Algunos estudios han proporcionado evidencia de que al examinar animales y seres humanos, los glucocorticoides pueden conducir a un aprendizaje de extinción más exitoso durante la terapia de exposición. Por ejemplo, los glucocorticoides pueden evitar que se recuperen los episodios de aprendizaje aversivos y aumentar el refuerzo de los rastros de la memoria creando una reacción sin miedo en situaciones temidas. Una combinación de glucocorticoides y terapia de exposición puede ser un mejor tratamiento para tratar a pacientes con trastornos de ansiedad.
También se ha demostrado que la TCC es eficaz para el trastorno de estrés postraumático en niños muy pequeños (de 3 a 6 años de edad),  incluso puede ser más eficaz que otras psicoterapias.

### Trastorno bipolar
Muchos estudios demuestran que la TCC, combinada con la farmacoterapia, ayuda a mejorar los síntomas depresivos, manías graves y el funcionamiento psicosocial. La combinación es mejor que la medicación sola.

### Psicosis
En las psicosis de largo plazo, la TCC se utiliza para complementar los medicamentos y se adapta para satisfacer las necesidades individuales. Las intervenciones particularmente relacionadas con estas condiciones incluyen explorar las pruebas de la realidad, transformar los delirios y alucinaciones, examinar los factores que precipitan la recaída y manejar las recaídas. Los metanálisis confirman la eficacia del entrenamiento metacognitivo (MCT) para mejorar los síntomas positivos (e.g., delirios).

### Esquizofrenia
Una revisión Cochrane informó que la TCC "no tuvo ningún efecto sobre el riesgo de recaída a largo plazo" y ningún efecto adicional por encima de la atención estándar. Una revisión sistemática de 2015 investigó los efectos de la TCC, al compararla con otras terapias psicosociales para las personas con esquizofrenia, y determinó que no hay una ventaja clara sobre otras intervenciones, a menudo menos costosas, pero reconoció que se necesita evidencia de mejor calidad antes de poder sacar conclusiones firmes.

### Prevención de enfermedades mentales
Para los trastornos de ansiedad, el uso de la TCC ha reducido significativamente el número de episodios de trastorno de ansiedad generalizado y otros síntomas de ansiedad, y también ha proporcionado mejoras significativas en el estilo explicativo, la desesperanza y las actitudes disfuncionales.
Se descubrió que los pacientes con trastorno de pánico subumbral se beneficiaron significativamente del uso de la TCC. Además, el uso de la TCC reduce significativamente la prevalencia de la ansiedad social.
En un metaestudio del curso ‘Cómo afrontar la depresión’, una intervención cognitivo-conductual administrada por un método psicoeducativo, obtuvo una reducción del 38 % en el riesgo de depresión mayor.
Para las personas de riesgo de psicosis, en 2014 el Instituto Nacional para la Excelencia en la Salud y la Atención (NICE) del Reino Unido, recomendó la TCC preventiva.

### Patología y problemas con el juego
La TCC también se utiliza para la ludopatía. El porcentaje de personas que tienen problemas con el juego es del 1-3 % en todo el mundo. La terapia cognitivo-conductual desarrolla habilidades para prevenir las recaídas, aprender a controlar la mente y manejar casos de alto riesgo. Hay pruebas de la eficacia de la TCC para el tratamiento inmediato de la ludopatía; sin embargo, actualmente se desconoce la eficacia a largo plazo.

### Dejar de fumar
La corriente médica cognitivo-conductual considera el hábito de fumar cigarrillos como un comportamiento aprendido, que luego evoluciona hacia una estrategia de afrontamiento para manejar los factores estresantes diarios. Los cigarrillos de tabaco son de fácil acceso y provocan que el usuario se sienta bien rápidamente. En consecuencia, fumar se convierte en una estrategia de afrontamiento importante y se abre camino como parte de la vida cotidiana, incluso en eventos no estresantes.
La TCC tiene como objetivo enfocarse en la función del comportamiento, la cual varía entre individuos. El objetivo es introducir otros mecanismos de afrontamiento en lugar del tabaquismo. También ayuda a las personas que padecen antojos intensos, que son una de las principales razones de las recaídas durante el tratamiento.
En un estudio de 2008 de la Facultad de Medicina de la Universidad de Stanford, se sugirió que la TCC puede ser una herramienta eficaz para ayudar a mantener la abstinencia. Los resultados en 304 participantes adultos se rastrearon durante el transcurso de un año. Durante este programa, a algunos participantes se les proporcionó medicación, terapia cognitivo-conductual, asistencia telefónica las 24 horas o alguna combinación de los tres métodos. A las 20 semanas, los participantes que recibieron TCC tenían una tasa de abstinencia del 45 %, en comparación con los participantes que no recibieron TCC que obtuvieron una tasa de abstinencia del 29 %. En general, el estudio concluyó que enfatizar las estrategias cognitivas y conductuales para apoyar el abandono del hábito de fumar puede ayudar a las personas a desarrollar herramientas para la abstinencia a largo plazo.
Los antecedentes de salud mental pueden afectar los resultados del tratamiento. Las personas con antecedentes de trastornos depresivos tuvieron una tasa de éxito más baja cuando usaron solo la TCC para combatir la adicción al tabaco.
Una revisión Cochrane no pudo encontrar evidencia de ninguna diferencia entre la TCC y la hipnosis para dejar de fumar. Si bien esto puede ser una prueba de que no hay ningún efecto, la investigación adicional puede descubrir un efecto de la TCC para dejar de fumar.

### Abuso de sustancias
Los estudios han demostrado que la TCC es un tratamiento eficaz para el abuso de sustancias. El objetivo es replantear los pensamientos mal adaptados, como la negación, minimizar y exagerar los patrones de pensamiento; y cambiarlos por narrativas más saludables.
Las técnicas específicas incluyen la identificación de posibles desencadenantes y el desarrollo de mecanismos de afrontamiento para gestionar situaciones de alto riesgo. Las investigaciones han demostrado que la TCC es particularmente eficaz cuando se combina con otros tratamientos o medicamentos basados en terapias.

### Trastornos de conducta alimentaria (TCA)
Aunque muchas formas de tratamiento pueden ayudar a las personas con TCA, se ha demostrado que la TCC es un tratamiento más eficaz que los medicamentos y la psicoterapia interpersonal por sí solos. El objetivo de la TCC es combatir las principales causas de malestar, como las cogniciones negativas que rodean el peso, la forma y el tamaño del cuerpo. 
Los terapeutas de TCC también trabajan con las personas para regular emociones y pensamientos fuertes que conducen a comportamientos peligrosos. La TCC es la primera línea de tratamiento para la bulimia nerviosa y el trastorno de la alimentación no específico. Si bien hay evidencia que respalda la eficacia de la TCC para la bulimia nerviosa y los atracones, la evidencia es algo variable y está limitada por los tamaños de estudio pequeños.

### Adicción al internet
La investigación ha identificado la adicción a Internet como un nuevo trastorno clínico que causa problemas sociales, laborales y afectivos. Se ha sugerido que la terapia cognitivo-conductual (TCC) es el tratamiento adecuado para la adicción a Internet. El tratamiento usualmente utiliza TCC para la recuperación de la adicción.

### Prevención de estrés laboral
Una revisión Cochrane de intervenciones destinadas a prevenir el estrés psicológico en los trabajadores de la salud encontró que la TCC era más eficaz que otras, con excepción de las intervenciones alternativas para la reducción del estrés.

### Con adultos mayores
La TCC se utiliza para ayudar a personas de todas las edades, pero la terapia debe ajustarse en función de la edad del paciente con el que está tratando el terapeuta. Las personas mayores, en particular, tienen ciertas características que deben reconocerse y tomar en cuenta en la terapia.
De la pequeña cantidad de estudios que examinan la TCC para el tratamiento de la depresión en personas mayores, actualmente no hay un apoyo sólido.

### Con adultos autistas
Mediante una revisión sistemática se encontró evidencia que las intervenciones cognitivo-conductuales reducen los síntomas de depresión, de ansiedad y del trastorno obsesivo-compulsivo en adultos autistas sin discapacidad intelectual. Si bien la investigación se centró en adultos, las intervenciones cognitivo-conductuales también han sido beneficiosas para los niños con autismo.

## Métodos de acceso

### Terapeuta
Un programa típico de TCC consistiría en sesiones cara a cara entre el paciente y el terapeuta, compuestas de 6 a 18 sesiones de alrededor de una hora cada una con un intervalo de 1 a 3 semanas entre sesiones. Este programa inicial puede ir seguido de algunas sesiones de refuerzo, por ejemplo, después de un mes y tres meses. También se ha descubierto que la TCC es eficaz si el paciente y el terapeuta se escriben en tiempo real a través de enlaces de internet.
La terapia cognitivo-conductual está más estrechamente relacionada con el modelo científico-profesional en el que la práctica clínica y la investigación se basan en una perspectiva científica, una clara operacionalización del problema y un énfasis en la medición, incluida la medición de los cambios en la cognición y el comportamiento y en el logro de metas. Estos a menudo se cumplen a través de asignaciones de "tarea" en las que el paciente y el terapeuta trabajan juntos para elaborar una asignación para completar antes de la siguiente sesión.
El último tramo de estas asignaciones, que puede ser tan simple como que una persona que sufre de depresión asista a algún tipo de evento social, indica una dedicación al cumplimiento del tratamiento y un deseo de cambiar. Los terapeutas pueden entonces evaluar lógicamente el siguiente paso del tratamiento en función de qué tan a fondo el paciente completó la asignación.
La terapia cognitivo-conductual eficaz depende de una alianza terapéutica entre el médico y la persona que busca asistencia. A diferencia de muchas otras formas de psicoterapia, el paciente está muy involucrado en la TCC. Por ejemplo, a un paciente ansioso se le puede pedir que hable con un extraño como tarea, pero si eso es demasiado difícil, primero puede resolver una tarea más sencilla. El terapeuta debe ser flexible y estar dispuesto a escuchar al paciente en lugar de actuar como una figura de autoridad.

### Intervención computarizada o por internet (CCBT)
La terapia cognitivo-conductual computarizada (CCBT) ha sido un tema de controversia sostenida.
Se describe por NICE como un "término genérico para administrar TCC a través de una interfaz de computadora interactiva proporcionada por una computadora personal, internet o un sistema interactivo de respuesta de voz", en lugar de cara a cara con un terapeuta humano. También se conoce como terapia cognitivo-conductual a través de Internet o ICBT. 
La CCBT tiene el potencial de mejorar el acceso a terapias basadas en evidencia y de superar los costos excesivos y la falta de disponibilidad que a veces se asocian con la contratación de un terapeuta humano. En metaestudios, se ha encontrado que la CCBT es rentable y, a menudo, más barata que la atención habitual, incluso para la ansiedad. En este contexto, es importante no confundir la TCC con la "formación en ordenador", que hoy en día se conoce más comúnmente como e-Learning.
Se ha demostrado que la terapia cognitivo-conductual computarizada (CCBT) es eficaz mediante ensayos controlados aleatorios y otro tipo de ensayos para el tratamiento de la depresión y los trastornos de ansiedad, incluidos niños, y el insomnio. Algunas investigaciones han encontrado una eficacia similar a una intervención de sitios web informativos y llamadas telefónicas semanales. Se descubrió que la CCBT es igualmente eficaz que la TCC cara a cara en el tratamiento de ansiedad y el insomnio en adolescentes.
Una revisión de la investigación actual de CCBT en el tratamiento del TOC en niños encontró que esta interfaz tiene un gran potencial para el tratamiento futuro del TOC en poblaciones de jóvenes y adolescentes. La CCBT también está predispuesta a tratar los trastornos del estado de ánimo entre las poblaciones no heterosexuales, que pueden evitar la terapia cara a cara por miedo al estigma. Sin embargo, en la actualidad, los programas de CCBT rara vez atienden a estas poblaciones.
Una revisión sistemática de la TCC en la depresión y los trastornos de ansiedad concluyó que "la TCC administrada en la atención primaria, especialmente los programas de autoayuda por computadora o en Internet, es potencialmente más efectiva que la atención habitual y podría ser administrada de manera efectiva por terapeutas de atención primaria". Además, la mayoría de las intervenciones de Internet para el trastorno de estrés postraumático utilizan CCBT.
Una cuestión clave en el uso de CCBT es la baja tasa de aceptación y finalización, incluso cuando se ha puesto a disposición y se ha explicado claramente. En algunos estudios, se ha encontrado que las tasas de finalización de la CCBT y la eficacia del tratamiento son más altas cuando el uso de la CCBT se apoya personalmente, y los partidarios no se limitan solo a los terapeutas, que cuando el uso es solo en forma de autoayuda. Otro enfoque para mejorar la tasa de aceptación y finalización, así como el resultado del tratamiento, es diseñar un software que respalde la formación de una alianza terapéutica sólida entre el usuario y la tecnología.
En febrero de 2006, NICE recomendó que la CCBT estuviera disponible para su uso en el NHS de Inglaterra y Gales para los pacientes que presentaban depresión leve a moderada, en lugar de optar inmediatamente por la medicación antidepresiva, y algunos sistemas de salud ofrecen la CCBT. La guía de 2009 de NICE reconoció que es probable que haya una serie de productos de TCC computarizados que sean útiles para los pacientes, pero eliminó la aprobación de cualquier producto específico.
Una vía de investigación relativamente nueva es la combinación de inteligencia artificial y CCBT. Se ha propuesto utilizar tecnología moderna para crear CCBT que simula la terapia cara a cara. Esto podría lograrse en la terapia cognitivo-conductual para un trastorno específico utilizando el conocimiento integral del dominio de la TCC. Un área donde esto se ha intentado es el área de dominio específico de la ansiedad social en aquellos que tartamudean.

### Intervención a través de aplicaciones móviles
Otro nuevo método de acceso es el uso de aplicaciones móviles o tabletas para brindar autoayuda o TCC guiada. Las empresas de tecnología están desarrollando aplicaciones de chatbot de inteligencia artificial para brindar TCC como una intervención temprana para apoyar la salud mental, desarrollar la resiliencia psicológica y promover el bienestar emocional. 
Las aplicaciones de conversación desarrolladas con inteligencia artificial (IA), entregan de forma segura y privada, y tienen la capacidad de escalar de manera global y ofrecer soporte contextual y siempre disponible. Se está llevando a cabo una investigación activa que incluye estudios de datos del mundo real que miden la efectividad y el compromiso de las aplicaciones de chatbot que ofrecen TCC.

### Lecturas de autoayuda
Algunos estudios han demostrado que permitir que los pacientes lean guías de autoayuda de TCC es eficaz. Sin embargo, un estudio encontró un efecto negativo en pacientes que tendían a rumiar, y otro metanálisis encontró que el beneficio solo era significativo cuando la autoayuda fue guiada por un profesional.

### Curso grupal educacional
Se ha demostrado que la participación de los pacientes en cursos grupales es eficaz. No obstante, en un metanálisis que revisaba el tratamiento de niños con TOC, se encontró que la TCC individual era más eficaz que la TCC grupal.

## Críticas

### Efectividad relativa
La investigación realizada para TCC ha sido un tema de controversia sostenida. Si bien algunos investigadores escriben que la TCC es más eficaz que otros tratamientos, muchos otros investigadores y médicos han cuestionado la validez de tales afirmaciones.
Por ejemplo, un estudio determinó que la TCC es superior a otros tratamientos para tratar la ansiedad y la depresión. Sin embargo, los investigadores que respondieron directamente a ese estudio realizaron un nuevo análisis y no encontraron evidencia de que la TCC sea superior a otros tratamientos genuinos, y realizaron un análisis de otros trece ensayos clínicos de TCC y determinaron que no proporcionaron evidencia de la superioridad de la TCC. En los casos en los que se ha informado que la TCC es estadísticamente mejor que otras intervenciones psicológicas en términos de medidas de resultado primarias, los tamaños del efecto fueron pequeños y sugirieron que esas diferencias no eran clínicamente significativas. Además, en los resultados secundarios (es decir, las medidas del funcionamiento general) no se han encontrado diferencias significativas entre la TCC y otros tratamientos.
En las revisiones Cochrane no encontraron evidencia de que la TCC sea eficaz para el tinnitus, evidencia de que la capacitación en TCC ayude a los proveedores de cuidados de crianza a manejar los comportamientos difíciles en los jóvenes bajo su cuidado, ni fue útil para tratar a las personas que abusan de sus parejas íntimas.
Una de las principales críticas ha sido que los estudios clínicos de la eficacia de la TCC (o cualquier psicoterapia) no son doble ciego (es decir, ni los sujetos ni los terapeutas en los estudios de psicoterapia son ciegos al tipo de tratamiento). Pueden ser simple ciego, es decir,
el evaluador puede no conocer el tratamiento que recibió el paciente, pero ni los pacientes ni los terapeutas desconocen el tipo de terapia administrada. El paciente es un participante activo en la corrección de los pensamientos negativos distorsionados, por lo que es bastante
consciente del grupo de tratamiento en el que se encuentra.
La importancia de los estudios doble ciego, se demostró en un metanálisis que examinó la eficacia de la TCC cuando se tuvieron en cuenta el control con placebo y el desconocimiento. Se analizaron los datos agrupados de los ensayos publicados de TCC en la esquizofrenia, el trastorno depresivo mayor (TDM) y el trastorno bipolar que utilizaron controles para los efectos no específicos de la intervención. Este estudio concluyó que la TCC no es mejor que las intervenciones de control no específicas en el tratamiento de la esquizofrenia y no reduce las tasas de recaída; los efectos del tratamiento son pequeños en los estudios de tratamiento del TDM y no es una estrategia de tratamiento eficaz para la prevención de la recaída en el trastorno bipolar. Para el TDM, los autores señalan que el tamaño del efecto combinado fue muy bajo. No obstante, se han cuestionado los procesos metodológicos utilizados para seleccionar los estudios en el metanálisis mencionado anteriormente y el valor de sus hallazgos.

### Efectividad decreciente
Un metanálisis de 2015 reveló que los efectos positivos de la TCC sobre la depresión han estado disminuyendo desde 1977. Los resultados generales mostraron dos disminuciones diferentes en el tamaño del efecto: 1) una disminución general entre 1977 y 2014, y 2) una disminución más pronunciada entre 1995 y 2014.
Un subanálisis adicional reveló que los estudios de TCC en los que los terapeutas del grupo de prueba recibieron instrucciones de adherirse al manual de TCC de Beck tuvieron una disminución más pronunciada en los tamaños del efecto desde 1977 que los estudios en los que los terapeutas del grupo de prueba recibieron instrucciones de usar la TCC sin un manual. Los autores informaron que no estaban seguros de por qué los efectos estaban disminuyendo, pero enumeraron la capacitación inadecuada del terapeuta, el incumplimiento de un manual, la falta de experiencia del terapeuta y la esperanza y la fe de los pacientes en su eficacia como posibles razones. Los autores mencionaron que el estudio actual se limitó únicamente a los trastornos depresivos.

### Altas tasas de abandono
Otros investigadores escriben que los estudios de TCC tienen altas tasas de abandono en comparación con otros tratamientos. Se encontró que las tasas de abandono de la TCC eran 17 % más altas que otras terapias en un metanálisis. Esta alta tasa de abandono también es evidente en el tratamiento de varios trastornos, en particular la anorexia nerviosa, que comúnmente se trata con TCC. Aquellos tratados con TCC tienen una alta probabilidad de abandonar la terapia antes de completarla y volver a sus comportamientos previos.
En un análisis de tratamientos para jóvenes que se autolesionaron encontraron tasas de abandono similares en los grupos de TCC y TDC. En este estudio, los investigadores analizaron varios ensayos clínicos que midieron la eficacia de la TCC administrada a jóvenes que se autolesionan. Los investigadores concluyeron que ninguno de ellos resultó ser eficaz.

### Efectos secundarios
En general, se considera que la TCC tiene muy pocos o ningún efecto secundario. Aunque algunos han pedido que se evalúen mejor los posibles efectos secundarios de la TCC.
Muchos ensayos aleatorios de intervenciones psicológicas como la TCC no controlan los daños potenciales para el paciente. En contraste, es mucho más probable que los ensayos aleatorizados de intervenciones farmacológicas tomen en consideración los efectos adversos.
Sin embargo, un metanálisis de 2017 reveló que los eventos adversos no son comunes en los niños que reciben TCC y, además, que la TCC se asocia con menos abandonos que el placebo o los medicamentos. No obstante, los terapeutas de la TCC a veces informan "eventos no deseados" y efectos secundarios en sus pacientes ambulatorios, siendo el "bienestar negativo/ angustia" los más frecuentes.

### Preocupaciones filosóficas
Los métodos empleados en la investigación de la TCC no han sido las únicas críticas; algunas personas han cuestionado su teoría y su terapia.
Slife y Williams escriben que uno de los supuestos ocultos en la TCC es el determinismo, o la ausencia de libre albedrío. Argumentan que la TCC sostiene que los estímulos externos del entorno entran en la mente y provocan diferentes pensamientos que provocan estados emocionales: en ninguna parte de la teoría de la TCC se tiene en cuenta la agencia o el libre albedrío.
Otra crítica a la teoría de la TCC, especialmente cuando se aplica al trastorno depresivo mayor, es que confunde los síntomas del trastorno con sus causas.

### Preocupaciones sociopolíticas
El escritor y analista de grupo Farhad Dalal cuestiona los supuestos sociopolíticos detrás de la introducción de la TCC. Dalal conecta el auge de la TCC con "el auge paralelo del neoliberalismo, con su enfoque en la mercantilización, la eficiencia, la cuantificación y el gerencialismo", y cuestiona la base científica de la TCC, sugiriendo que "la 'ciencia' del tratamiento de la psicología es a menudo menos un concurso científico que político". En su libro, Dalal también cuestiona la base ética de la TCC. 

## Sociedad y cultura
El Servicio Nacional de Salud del Reino Unido anunció en 2008 que se capacitaría a más terapeutas para proporcionar TCC como parte de una iniciativa llamada ‘Mejora del acceso a las terapias psicológicas’ (IAPT). El NICE dijo que la TCC se convertiría en el pilar del tratamiento para la depresión no grave, y que la medicación se utilizaría solo en los casos en que la TCC hubiera fallado.
Ante la pandemia actual de COVID-19, el miedo a las agujas o Belonefobia podría ser un obstáculo en la lucha contra la enfermedad. Ante esta situación, algunos medios comienzan a introducir y sugerir utilizar métodos de TCC para superar esta fobia. De igual modo, se ha sugerido el TCC para tratar las consecuencias psicológicas y emocionales de pacientes recuperados.